# Mehmet Oktay Aykurt
Mehmet Oktay Aykurt (* 19. September 1992 in Elazığ) ist ein türkischer Fußballspieler.

## Spielerkarriere
Akyıldız erlernte das Fußballspielen in den Nachwuchsabteilungen der Vereine Elazığ Tiryaki Gençlikspor und Elazığ Yolspor, ehe er Oktober 2011 in die Nachwuchsabteilung des osttürkischen Vereins Elazığspor, dem bekanntesten Sportverein seiner Heimatstadt Elazığ, wechselte. Im Frühjahr 2014 erhielt er auf Direktive vom Cheftrainer Okan Buruk einen Profivertrag und wurde mit Mitspielern wie Erol Alkan, Muhammet Akyıldız und Ömer Yıldız in den Profikader aufgenommen. Sein Debüt für diese Mannschaft gab er am 13. Februar 2014 in der Pokalbegegnung gegen Tokatspor. Bis zum Saisonende absolvierte er noch eine Erstligapartie. Neben seiner Tätigkeit spielte er in dieser Saison auch weiterhin für die Reservemannschaft seines Vereins. Zur Saison 2014/15 wurde er endgültig Teil der Profimannschaft.